# 黄婉佩
黃婉佩（Race Wong，1982年9月7日—），前藝名黃婉伶，出生於馬來西亞吉隆坡，香港女藝人，Ohmyhome首席營運官，於2002年加入娛樂圈，與姊姊黃婉君組成女子組合2R。另有一妹Rhonda（黃婉球）。現已退出娛樂圈，目前定居新加坡已婚及育有一子一女。

## 簡歷
2002年，黃婉伶和姊姊黃婉君組成2R，於2004年參與首部香港電影《妃子笑》，擔任女主角的黄婉伶，獲得2005年香港電影金像獎最佳新演員提名。
2006年，黄婉伶與姊姊和香港舞蹈團合演舞台劇《笑傲江湖》，飾演岳靈珊，頗受好評。此外，黄婉伶在的《當四葉草碰上劍尖時》中擔任女主角，同時參與了多部作品，包括《妃子笑》及《非常青春期》等多部作品。
2007年4月，2R與環球唱片的合約期滿，環球唱片決定解散組合。同年7月，黃婉伶推出了以日記形式編寫的個人回憶錄《伶‧開始》。2009年7月，她以本名黃婉佩名義推出寫真集《R for Race》。
2011年10月底，黃婉佩全面退出娛樂圈，正式轉行出任金融市場策劃。
2016年11月，黃婉佩宣佈結婚，丈夫是較她年長19年的新加坡籍、做房地產生意的富商David Loh，目前兩人育有一女，現時居住於新加坡。
2020年9月6日，黃婉佩與丈夫及女兒於房內設有專屬巨型水族館的聖淘沙酒店，提前慶祝38歲生日，並於社交平台上上載多張相片。

## 音樂作品

### 唱片
- 2003年10月《Two of Us》（AVEP）
- 2004年3月《United R》
- 2005年3月《Revolution》
- 2006年5月《The Best of 2R》（新歌+精選）

### 演唱會
- 2006/7年 西九龍中心 2R 花仙子迷你音樂聚會

## 戲劇作品

### 電影
- 2003年11月《地下鐵》（客串）
- 2003年12月《精裝追女仔2004》（客串）
- 2004年11月《死亡寫真》
- 2005年5月《非常青春期》
- 2005年8月《擁抱每一刻花火》
- 2005年11月《妃子笑》
- 2006年1月《半醉人間》
- 2006年4月《小心眼》
- 2006年4月《黑夜》
- 2008年1月《愛鬥大》（客串）
- 2008年9月《十分鍾情》
- 2008年12月《性工作者2：我不賣身·我賣子宮》，獲提名第二十八屆香港電影金像獎最佳女配角，但敗給天水圍的日與夜的陳麗雲
- 2009年《上海》
- 2009年《矮仔多情》
- 2011年《喜愛夜蒲》（客串）

### 電視劇
- 2002年《百分百感覺》（「Now.com」連續劇）
- 2003年《當四葉草碰上劍尖時》（無綫電視）飾 鄭嘉南
- 2004年《赤沙印記@四葉草.2》（無綫電視）飾 鄭嘉南  （客串第1集）
- 2005年《奇幻潮》（無綫電視）
- 2006年《2R部落格》（華娛衛視）
- 2007年《情拾香江@香港回歸十年特輯》（無綫電視）

### 電視電影
- 2005年《小心眼》

### 舞台劇
- 2006年11月《笑傲江湖》飾 岳靈珊（與香港舞蹈團合演）

## 書籍

### 寫真集
- 2003年《Two Fresh》
- 2009年《R for RACE》

### 散文集
- 2007年7月《伶‧開始》，ISBN 9789889989842

## 廣告演出
- 2003年 Biotherm
- 2003年 靈格風
- 2003年 Baleno時裝
- 2003年 福林堂
- 2003年 雅嘉護膚品
- 2003年 喜特龍波鞋
- 2003年 富士菲林
- 2003年 Pantene 洗頭水
- 2003年 Trendy Land 玩具連鎖店
- 2003年 生力啤
- 2003年 Miryoku Skin Care
- 2004年 SAFA Mp3
- 2004年 2R Online
- 2004年 花花瘦身茶
- 2005年 Citicall
- 2005年 嘉士伯啤酒
- 2006年 Microworks Technology
- 2007年 Fancl毛孔深層潔淨面膜
- 2011年 現代美容中心

## 產品代言
- 2003年 Polaroid & Cool-iCam
- 2004年 Biotherm
- 2004年 SAFA Mp3
- 2004年 2R Online
- 2004年 花花瘦身茶
- 2005年 Citicall
- 2006年 Microworks Technology

## MV
- 余文樂 - 《還你門匙》
- 黃凱芹 - 《易愛難收》
- 張棟樑 - 《錯了再錯》
- 黃貫中 - 《愛又怎麼樣》
- 郭富城 - 《愛的動力》

## 外部連結
- 黃婉佩個人部落格（页面存档备份，存于）
- 黄婉佩的X（前Twitter）
- 黄婉佩的新浪微博
- 黄婉佩的Facebook專頁
- 黄婉佩的Instagram帳戶
- 2R討論區